# MBDA Marte

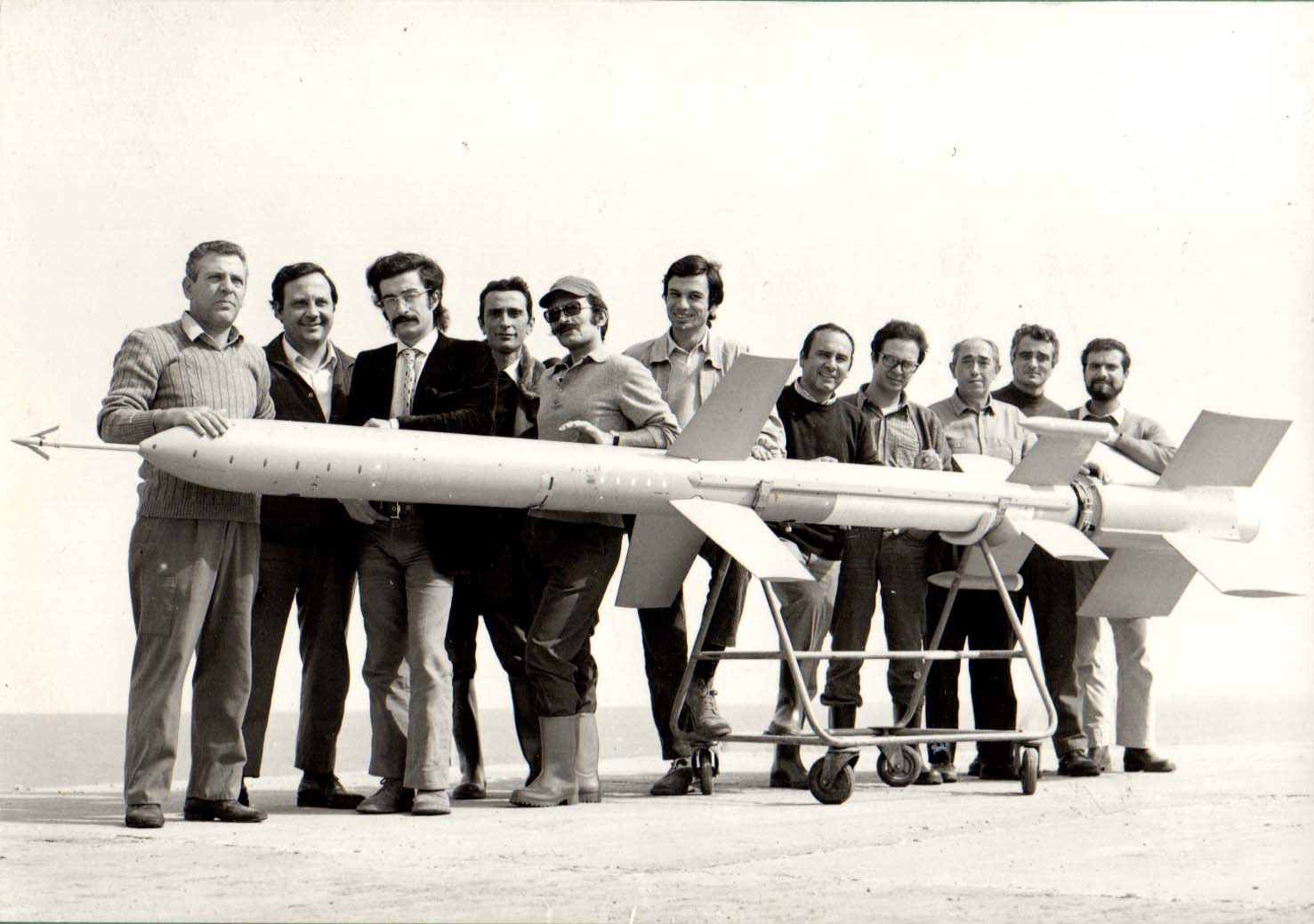
Prototyp střely Marte v roce 1971

MBDA Marte je lehká protilodní střela krátkého a středního dosahu vyráběná evropským koncernem MBDA. První verze střely byla vyvíjena v Itálii od 60. let 20. století. První generace střely nesla označení Sea Killer, novější verze nesou označení Marte.

## Varianty

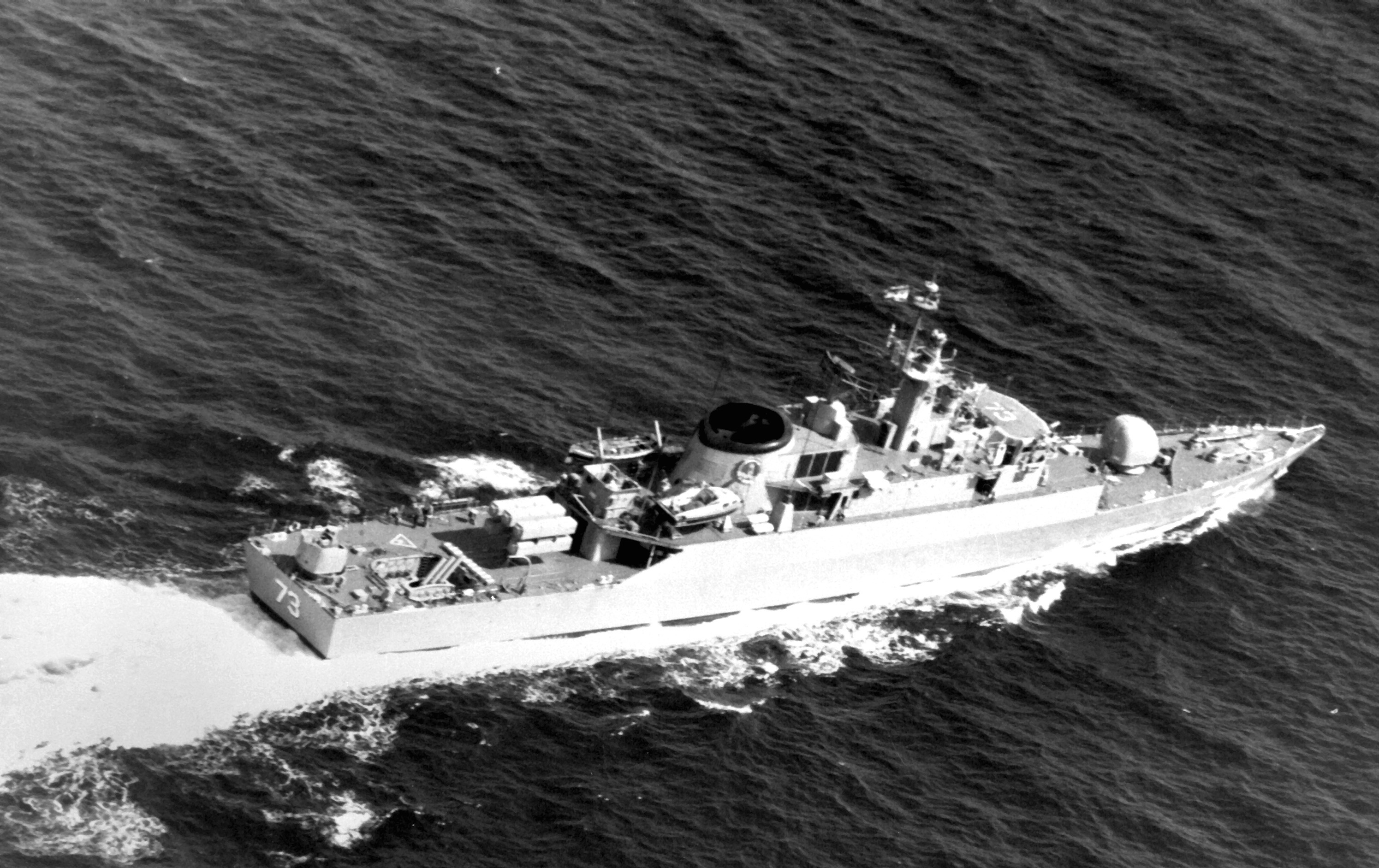
Íránská fregata Sabalan. Pět vypouštěcích kontejnerů střel Sea Killer je možné vidět na zádi.

### První generace
- Sea Killer Mark 1 – protilodní střela s dosahem 10 km.
- Sea Killer Mark 2 – vylepšená verze s dosahem 25+ km.

### Druhá generace
- Marte 1 – protilodní střela určená pro vrtulníky.
- Marte 2 – protilodní střela určená pro vrtulníky. Zavedena v 80. letech na italských vrtulnících SH-3D.[1]

### Třetí generace
- Marte Mark 2/A – verze určená pro letadla. Verze byla vyvinuta v 90. letech a integrována do letounů Aermacchi MB-339 a AMX International AMX.[1]
- Marte Mark 2/S – verze určená pro vrtulníky. Byla integrována na typech NH90 NFH a AW101.[2]
- Marte Mark 2/N – verze určená pro menší hladinové lodě, vozidla a pobřežní baterie vyvinutá ze střely Mk 2/S. Dosah 30 km.[1]
- Marte-ER – verze mající díky proudovému motoru dolet prodloužený na více než 100 km.[1] První zkušební odpal v listopadu 2018.[3]

## Uživatelé
- Íránské námořnictvo – střely Sea Killer pro čtyři fregaty třídy Alvand.

- Italské námořnictvo – Sea Killer Mk 1, Marte Mk 1, Marte Mk 2, Marte Mk 2/S.

- Katar – V září 2016 země objednala pobřežní obranný systém kombinující střely Exocet MM.40 Block 3 a Marte ER.[4] Roku 2018 si země zvolila střely Marte ER jako výzbroj pro své vrtulníky NH90.[5]

- Námořnictvo Turkmenistánu – Marte Mark 2/N pro osm raketových člunů třídy NTPB.[6]

- Námořnictvo Spojených arabských emirátů – Marte Mark 2/N pro 12 malých raketových člunů třídy Ghannatha II[6] První séria byla objednána roku 2009 a další roku 2017.[7]

## Hlavní technické údaje (Marte Mark 2)[1]
- Hmotnost: 310 kg (270 kg MK2/A)
- Délka: 3,85 m
- Průměr: 0,316 m
- Rychlost: vysoká nadzvuková
- Operační dolet: 30+ km